# トランス・サハラにおける不朽の自由作戦
トランス・サハラにおける不朽の自由作戦（英: Operation Enduring Freedom – Trans Sahara、OEF-TS）は、対テロ戦争の一環として行なわれている、中部アフリカのサハラ地方（サヘル地方）での不朽の自由作戦のこと。

## 概要
アフリカにおけるアルカーイダ勢力であるイスラーム・マグリブのアル＝カーイダ機構（AQIM）の勢力封じ込めと同地域の武器・麻薬の拡散を防止する目的で、2003年に第6艦隊揮下のアズテック・サイレンスと名づけられたタスクフォースが編成された。
2002年にアメリカ合衆国国務省はチャド・マリ・ニジェール・モーリタニアでの対テロ戦争を支援する目的で「汎サヘル構想」（PSI）を立ち上げた。これは2004年にアルカーイダ勢力の侵入に悩むアルジェリア・ナイジェリア・セネガル・モロッコが加わり、空港のセキュリティや教育の拡充など民間部門の協力も含めた「トランス・サハラ対テロ作戦構想」（TSCTI）に発展した 。さらにブルキナファソ・チュニジア・リビアもパートナーとなり11カ国が参加している。直後にマリでアメリカ軍はトゥアレグの反乱軍からの攻撃を受けた。この不朽の自由作戦で、今日まで100人を越えるアルカーイダ系民兵が死亡している。